# Nephrotoma guestfalica guestfalica
Nephrotoma guestfalica guestfalica is een tweevleugelige uit de familie langpootmuggen (Tipulidae). De soort komt voor in het Palearctisch gebied.